# Crocidura allex
Crocidura allex — дрібний ссавець, вид роду білозубка (Crocidura) родини мідицеві (Soricidae) ряду мідицеподібні (Soriciformes).

## Поширення
Країни поширення: Кенія, Танзанія. Її природними місцями проживання є субтропічні або тропічні вологі гірські ліси, субтропічні або тропічні висотні луки і болота. Вважається, що зустрічається на висотах від 2000 до 4000 метрів над рівнем моря.